# Momchilgrado
Momchilgrado (em búlgaro: Момчилград; romaniz.: Monchilgrad) é uma cidade da Bulgária, localizada no distrito de Kardzhali. A sua população era de 7 631 habitantes segundo o censo de 2010.

## População
| Momchilgrado | Momchilgrado | Momchilgrado | Momchilgrado | Momchilgrado | Momchilgrado | Momchilgrado | Momchilgrado | Momchilgrado | Momchilgrado | Momchilgrado | Momchilgrado | Momchilgrado | Momchilgrado | Momchilgrado | Momchilgrado | Momchilgrado | Momchilgrado | Momchilgrado | Momchilgrado |
| --- | ------------ | ------------ | ------------ | ------------ | ------------ | ------------ | ------------ | ------------ | ------------ | ------------ | ------------ | ------------ | ------------ | ------------ | ------------ | ------------ | ------------ | ------------ | ------------ |
| Ano | 1887         | 1910         | 1934         | 1946         | 1956         | 1965         | 1975         | 1985         | 1992         | 2001         | 2002         | 2003         | 2004         | 2005         | 2006         | 2007         | 2008         | 2009         | 2010         |
| População | ??           | ??           | ??           | 3,143        | 4,324        | 6,084        | 8,185        | 10,166       | 7,266        | 7,948        | 7,948        | 7,922        | 7,879        | 7,907        | 7,846        | 7,827        | 7,696        | 7,694        | 7,631        |
| Fontes: Instituto Nacional de Estatísticas, „citypopulation.de“, „pop-stat.mashke.org“, Bulgarian Academy of Sciences |              |              |              |              |              |              |              |              |              |              |              |              |              |              |              |              |              |              |              |